# نارک سارگسیان
نارِک آلبرتی سارگسیان (ارمنی: Նարեկ Ալբերտի Սարգսյան؛ زادهٔ ۱ ژانویهٔ ۱۹۵۹) یک معمار ارشد و سیاست‌مدار اهل ارمنستان است که از تاریخ ۲۰۱۴ تا تاریخ ۲۰۱۶ در دولت هوویک آبراهامیان سمت وزیر توسعه شهری ارمنستان را برعهده داشت. سارگسیان همچنین بین سال‌های ۱۹۹۹ تا ۲۰۰۴ و سال‌های ۲۰۱۱ تا ۲۰۱۴ به عنوان معمار ارشد ایروان خدمت کرده‌است.

## زندگی‌نامه
در ۱ ژانویهٔ ۱۹۵۹ ‏در جرموک، استان وایوتس‌جور به دنیا آمد و در سال ۱۹۸۰ میلادی از دانشگاه پلی‌تکنیک ارمنستان فارغ‌التحصیل شد. وی همچنین برنده جایزه شده‌است. وی بخاطر آثارش شناخته می‌شود شامل خیابان شمالی ایروان و بخاطر تصمیماتش در مدرنزینه نمودن بخش‌های قدیمی ایروان.

## نگارخانه

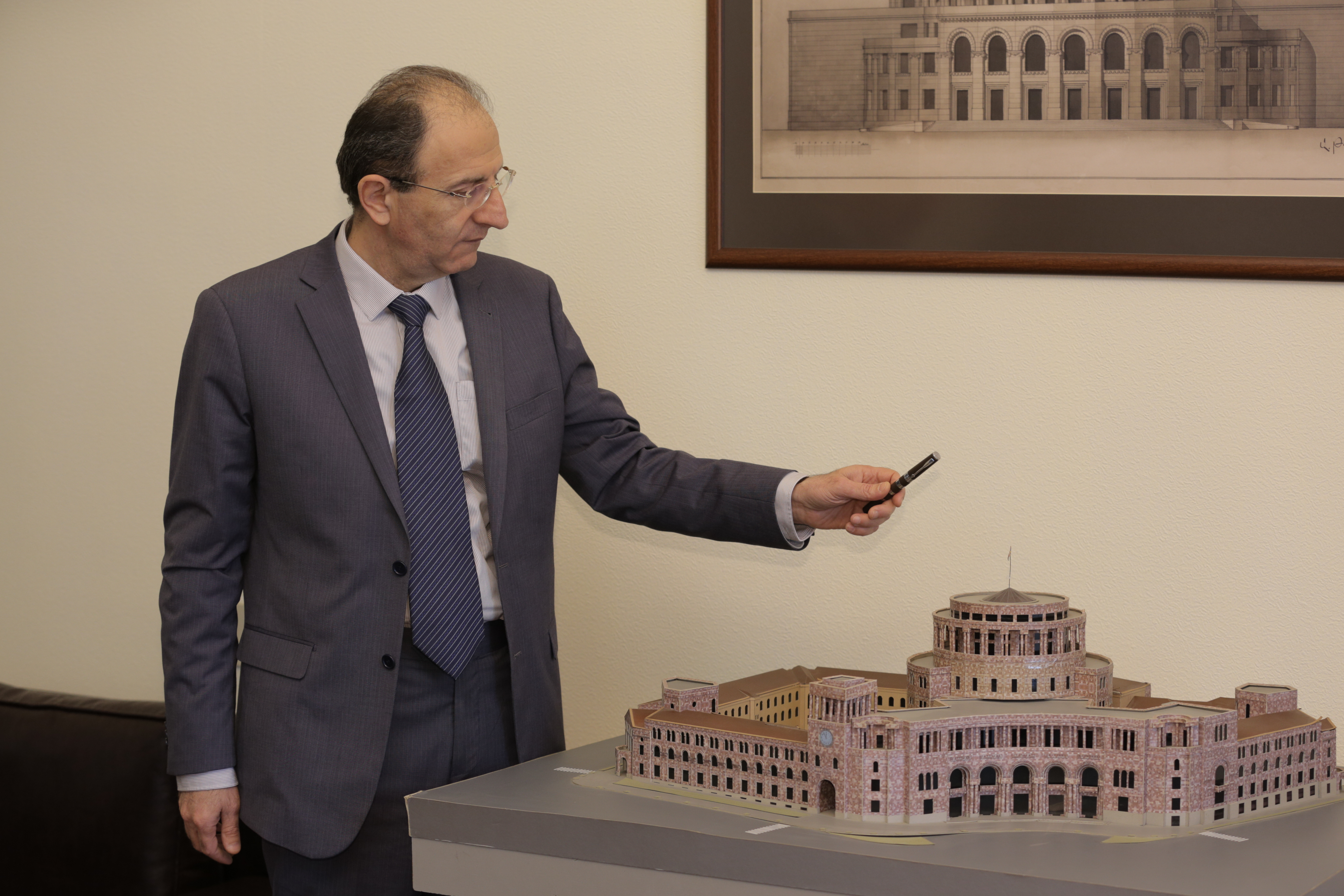
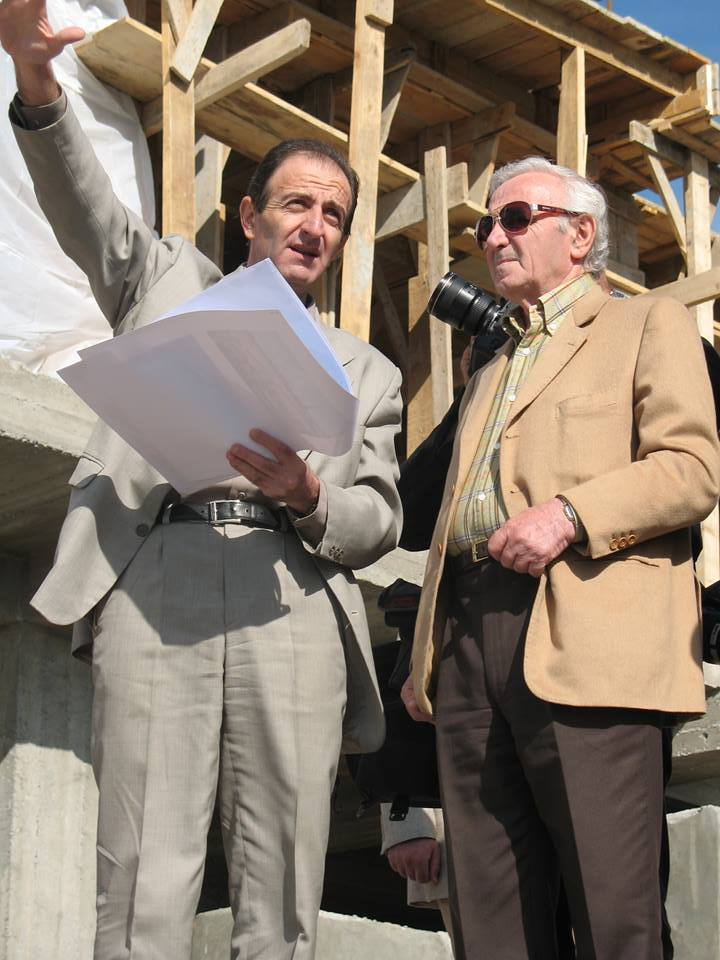
نارک سارگسیان و شارل آزناوور
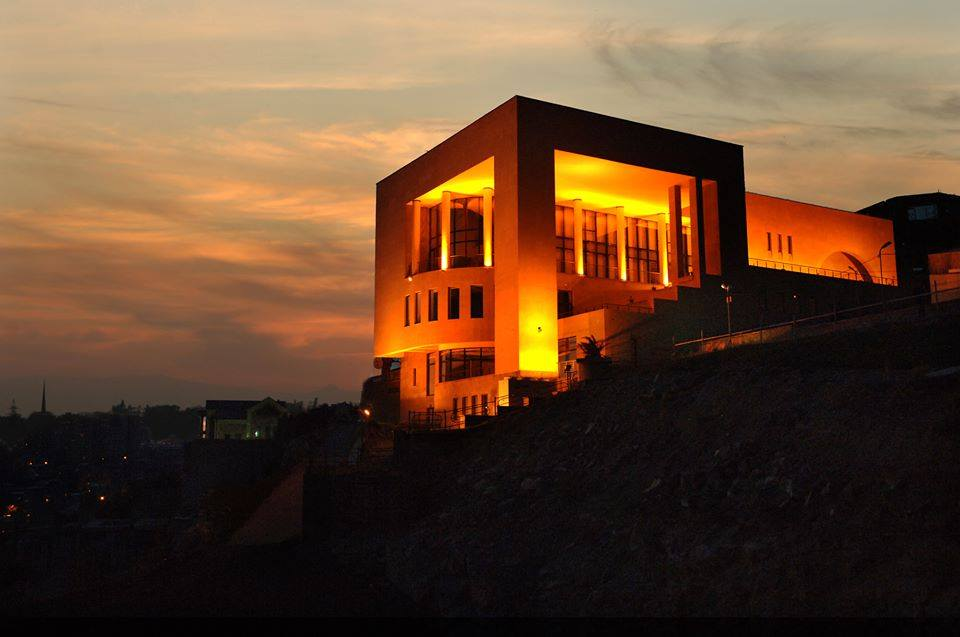
مرکز آزناوور
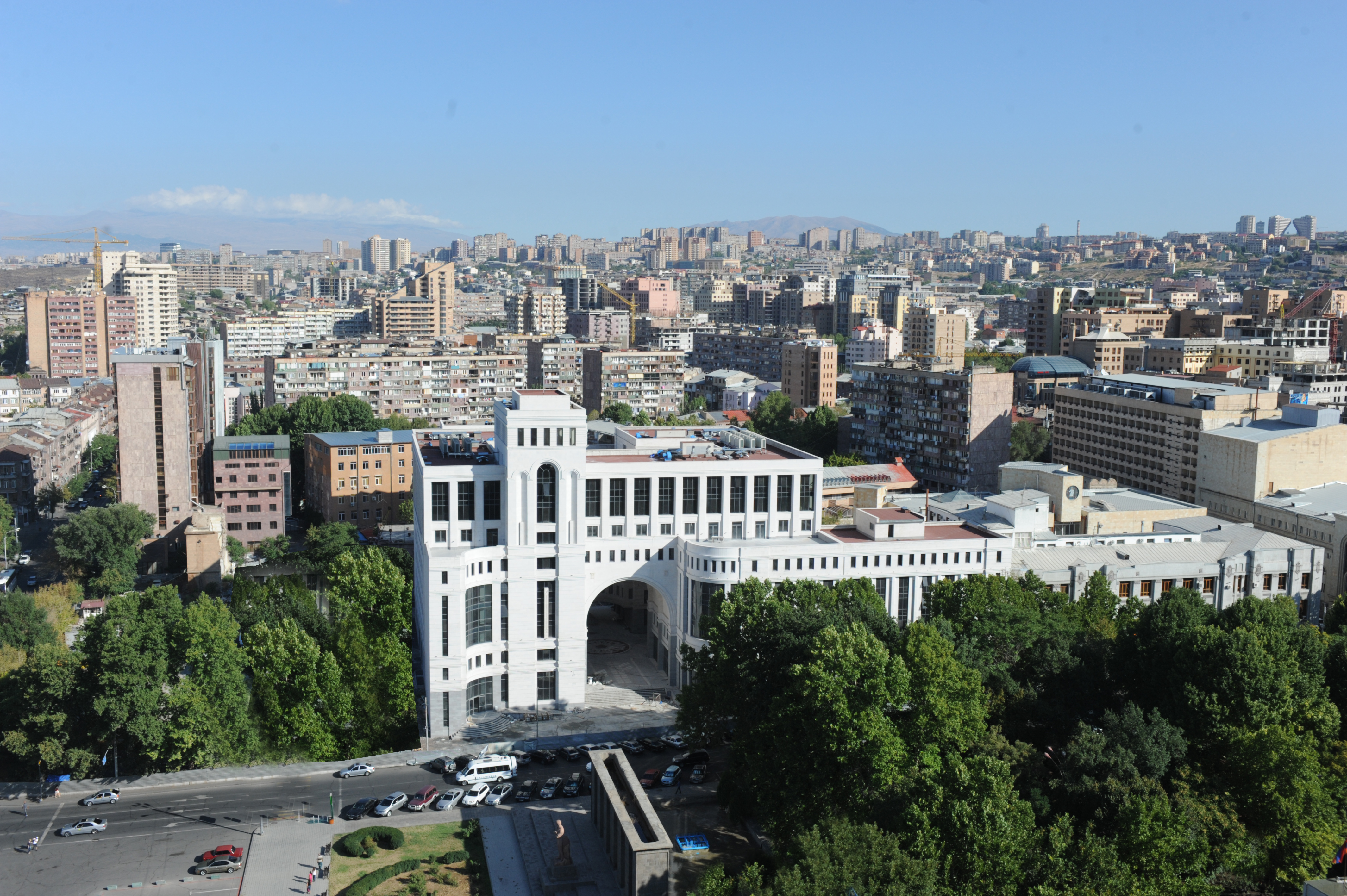
Սպիտակ տուն
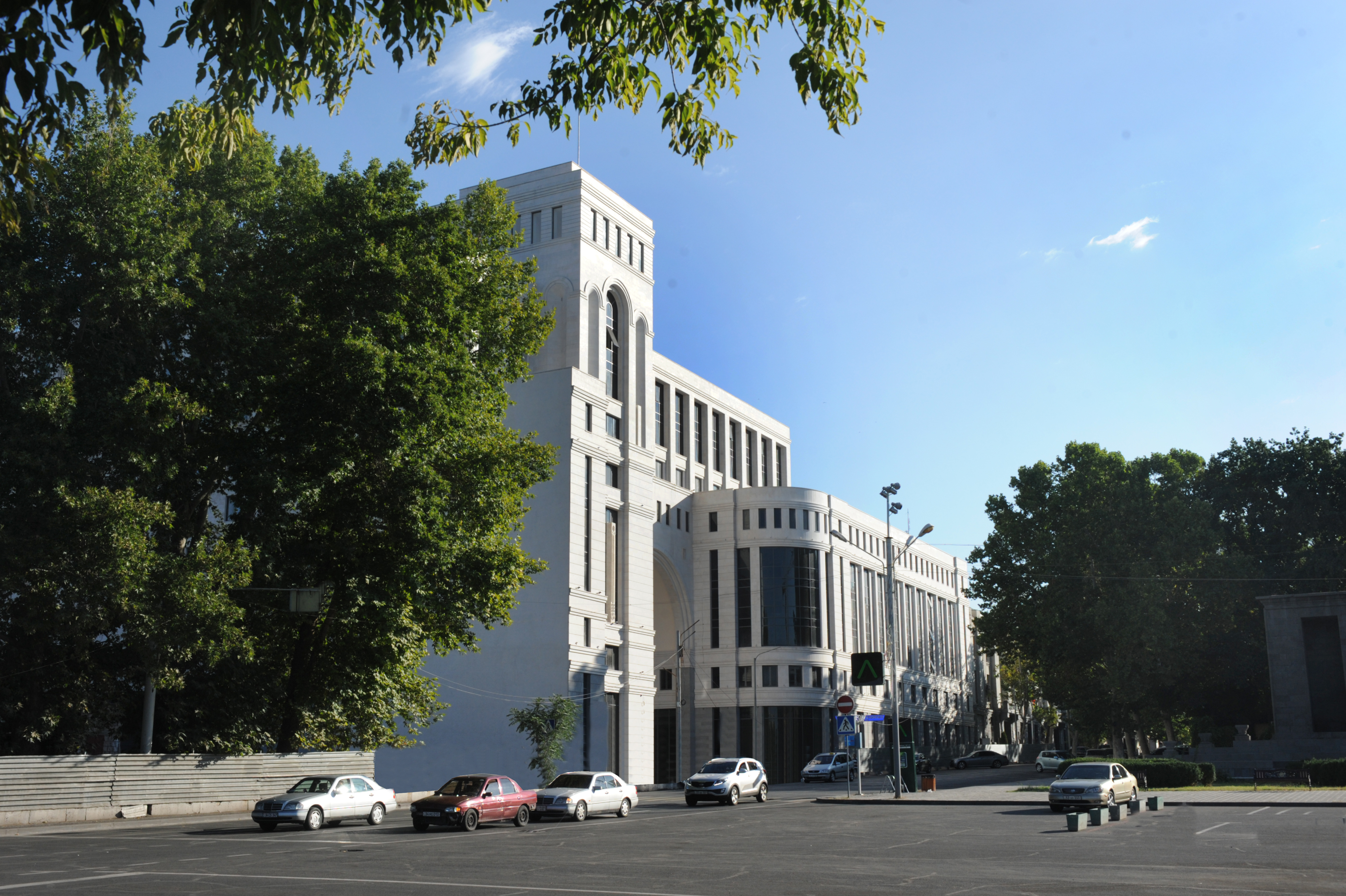
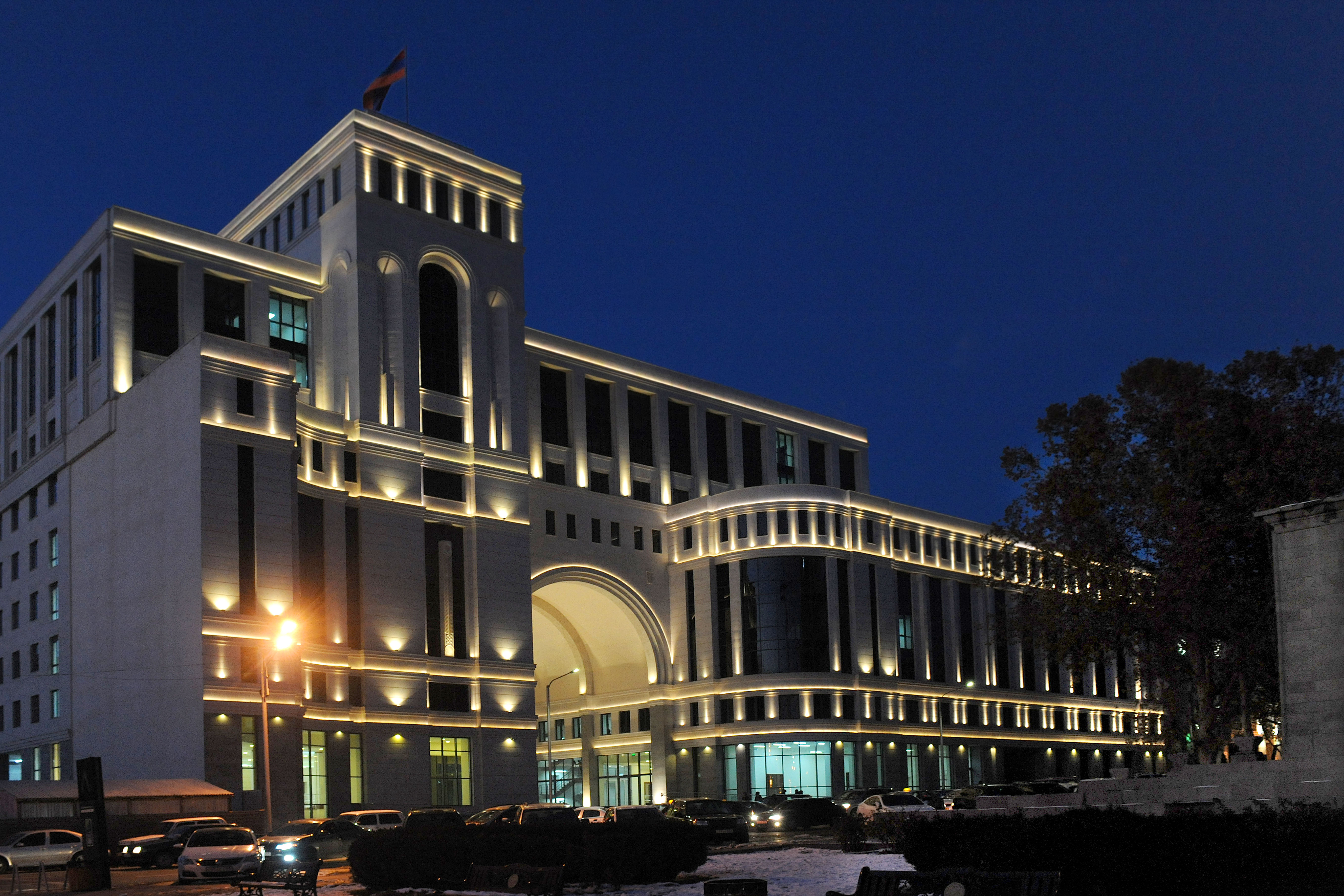
Սպիտակ տունը գիշերով
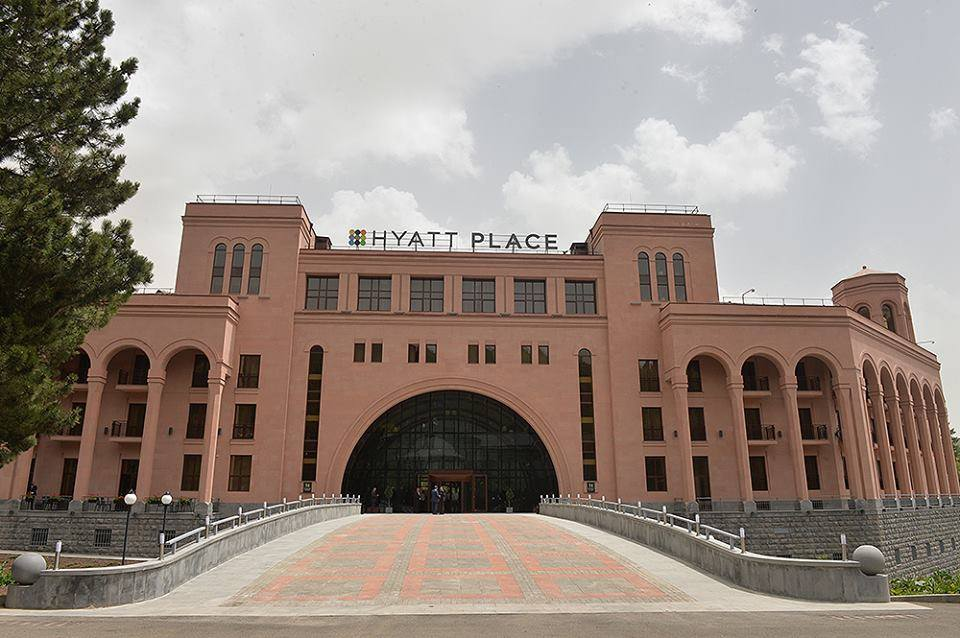
Hyatt place
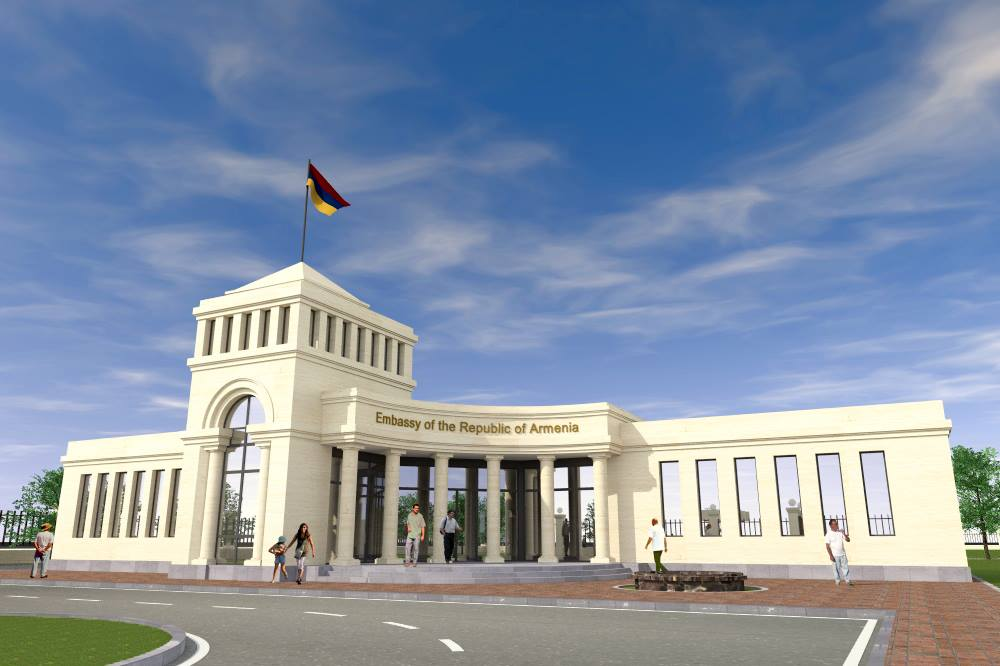
ՀՀ դեսպանատունը Բրազիլիայում
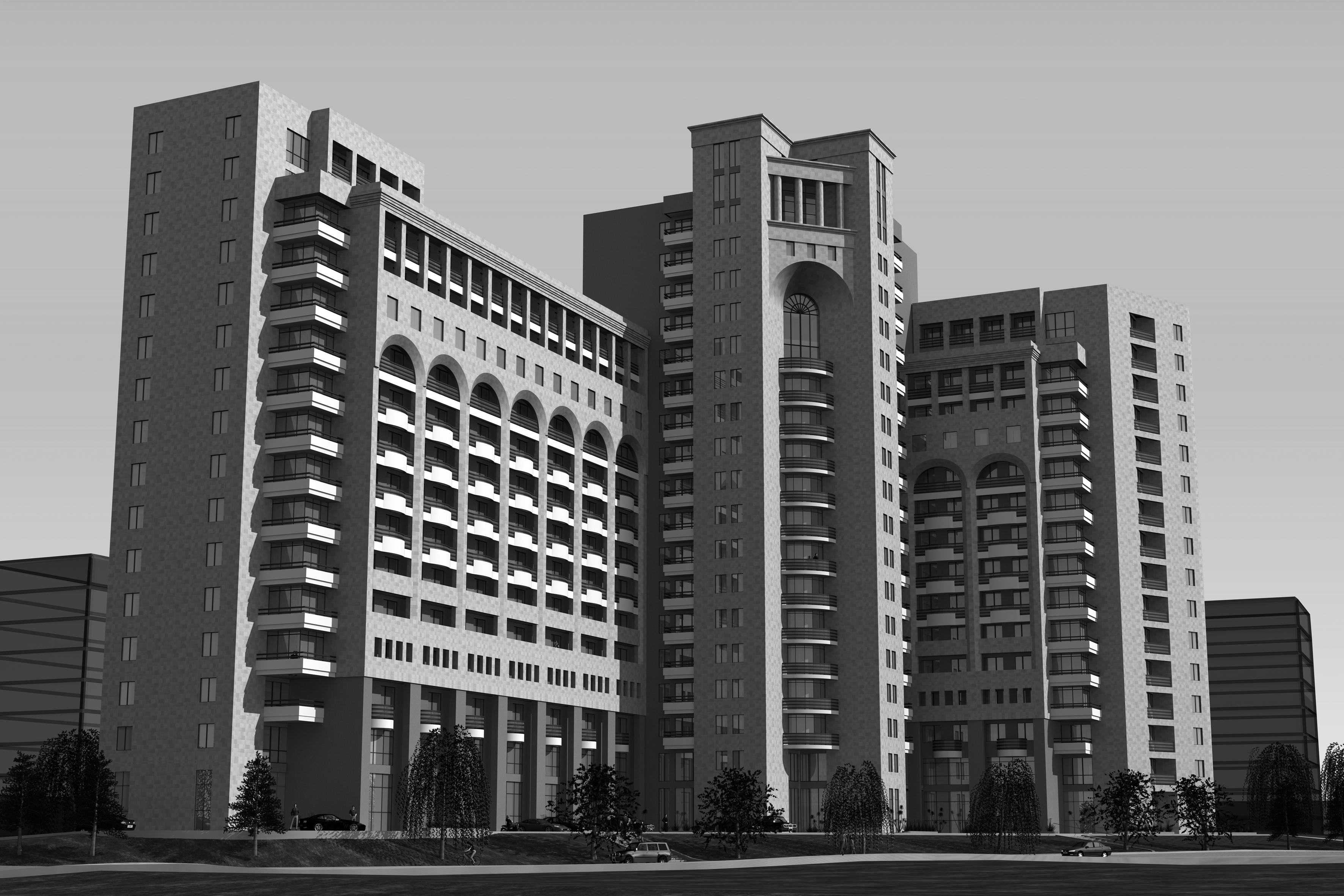
Բազմաֆունկցիոնալ բնակելի համալիր Դավիթաշենում
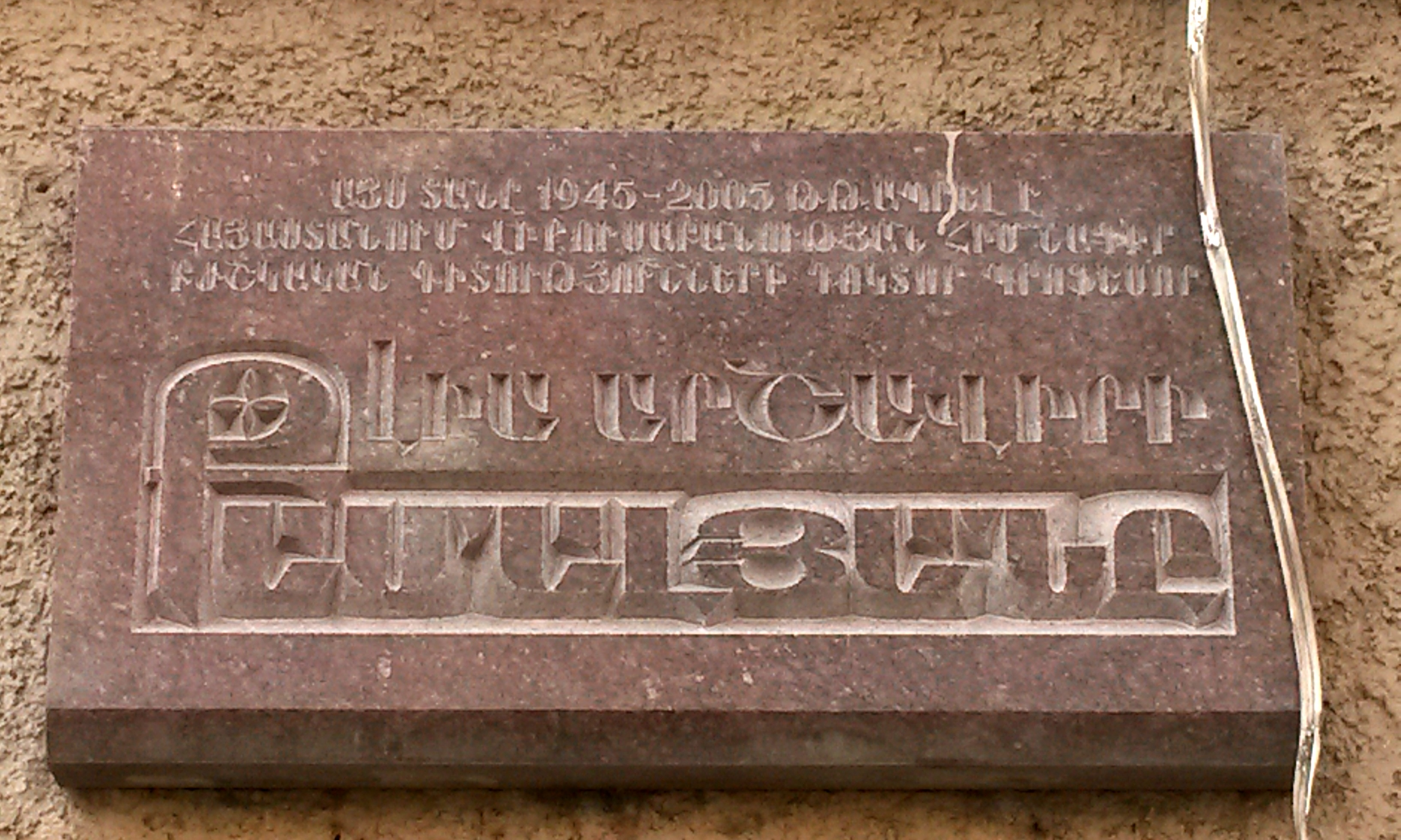
Պրոֆեսոր Լիա Քամալյանի հուշատախտակ, Թումանյան ۱۱, Երևան - ۲۰۰۶թ.